# Bildungssystem in den Niederlanden

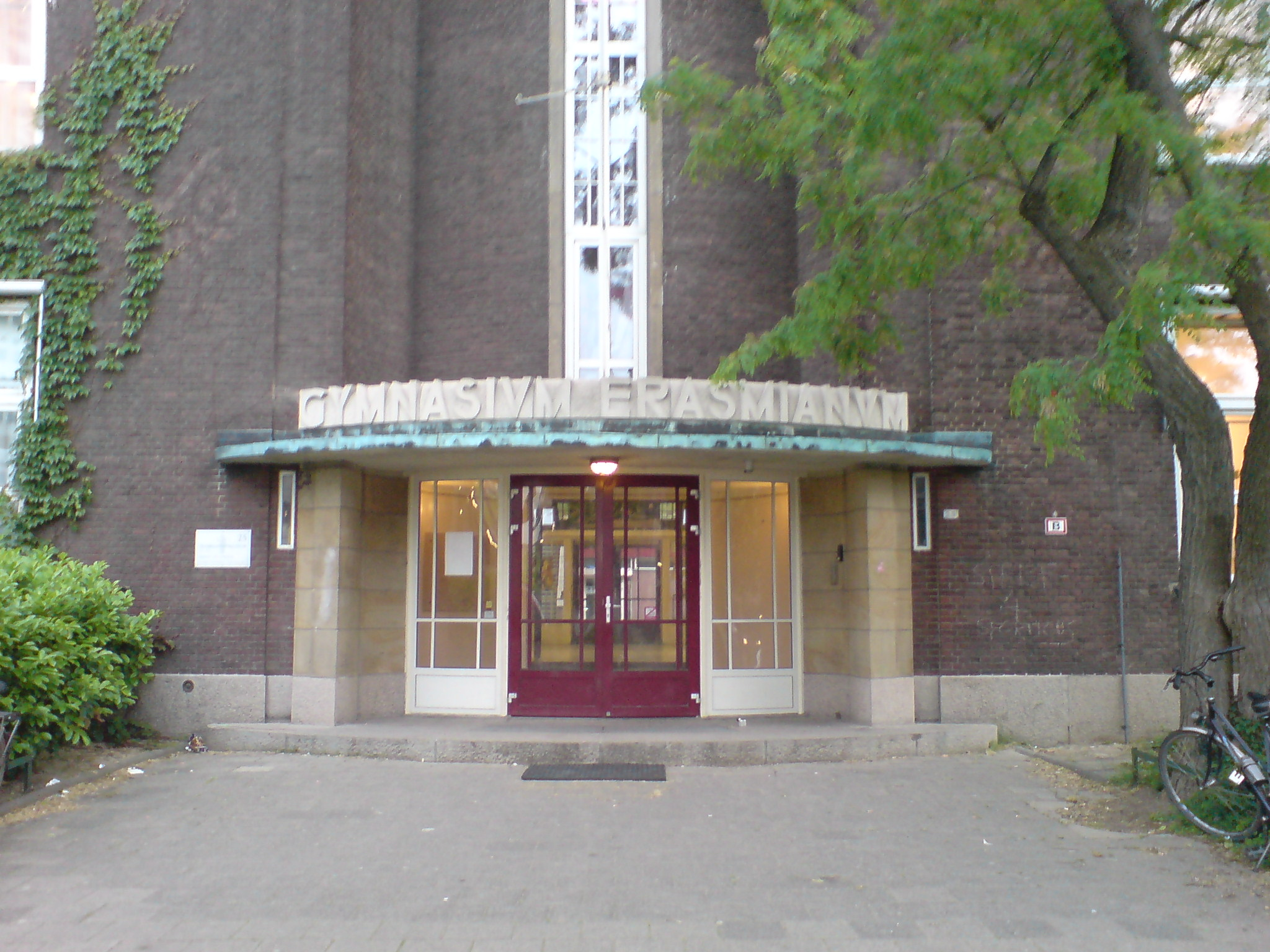
Gymnasium Erasmianum (Rotterdam) (seit 1328)

Das Bildungssystem in den Niederlanden umfasst die in westlichen Staaten üblichen vier Bildungsstufen (Vorschul-, Primär-, Sekundar- und Tertiärbildung), ist aber durch einen starken Anteil von privaten und kirchlichen Schulen gekennzeichnet. Ein hoher Anteil von Migrantenkindern mit unterschiedlichen Muttersprachen bringt eine erhebliche Vielfalt mit sich.
Die Handelsnation Niederlande ist durch eine intensive internationale Vernetzung charakterisiert, die sich in der Bildung in vielen international ausgerichteten Einrichtungen wie internationalen Schulen zeigt. Die niederländischen Jugendlichen weisen oft ansehnliche Englischkenntnisse auf, was auch auf das nicht synchronisierte Fernsehen zurückgeführt wird.
Ein gewichtiger Unterschied zum  deutschen Schulsystem besteht darin, dass es jedem in den Niederlanden freisteht, aufgrund seiner Religion oder auf Basis bestimmter pädagogischer (Waldorf- oder Montessoripädagogik) Grundlagen eigene – vom Staat finanzierte – Schulen zu gründen. Zwei Drittel aller Schüler besuchen daher eine private Schule. Die historische Erklärung dafür liegt in der sog. Versäulung (Verzuiling), die lange die öffentlichen Einrichtungen des Landes geprägt hat. Mit der der zunehmenden Entkonfessionalisierung ist dies in allen Bereichen weniger wichtig geworden. 
Die meisten Schulen sind entweder openbaar („öffentlich“) oder katholisch oder protestantisch, obgleich die Niederlande eines der am stärksten entkonfessionalisierten Länder der Welt sind. Träger der „nichtöffentlichen“ Schulen sind in der Regel Stiftungen. Seit Mitte der 1980er Jahre können Eltern ihre Kinder auch auf islamische oder hinduistische Grundschulen schicken. Daneben bestehen internationale Schule wie die Deutsche Internationale Schule Den Haag.

## Allgemeines

Grafik des Schulsystems in den Niederlanden

In den Niederlanden besteht eine Schulpflicht vom 5. bis zum 18. Lebensjahr, mindestens bis zum 16. Lebensjahr muss eine Schule besucht werden. In der Praxis jedoch befreiten die Gerichte nach längeren Verfahren schon häufiger einzelne Eltern von der Schulpflicht ihrer Kinder, um stattdessen Hausunterricht oder Unschooling zu ermöglichen.
Die Eltern wählen, ob ihre Kinder eine Kategorialschule besuchen, an der nur eine Schulform (z. B. gymnasial) angeboten ist, oder sich für eine Schulgemeinschaft mit mehreren Schularten unter einem Dach entscheiden. Die niederländischen Schulen sind in der Regel keine Gesamtschulen, allenfalls „kooperative Gesamtschulen“ mit mehreren Schulformen unter einem Dach. Seit Ende der 1990er Jahre haben viele Schulen aus finanziellen Gründen miteinander fusioniert, um dadurch Direktorenstellen einzusparen.
Die Kinder werden gewöhnlich mit vier Jahren (ab Geburtstag) in die Grundschule („basisschool“) eingeschult. Auf Wunsch der Eltern kann das Kind aber auch erst mit fünf Jahren zur Schule gehen. Dies geschieht in der Praxis sehr selten. Die Schulpflicht beginnt erst mit dem fünften Geburtstag.
Die Wahl der Unterrichtsmethoden steht den Schulen frei. Die Inhalte sind in staatlichen Richtlinien formuliert und für alle Schulen verbindlich festgelegt. Ob die Schüler den darin bestimmten Leistungsanforderungen gerecht werden, wird mittels landesweiter, staatlicher Tests regelmäßig überprüft. Dies gilt auch für Schulen, die von Minderheiten besucht werden. Alle Schulen schließen mit einem Test ab. Dieser besteht aus einem schulinternen Teil und der zentralen Abschlussprüfung, die für alle Schüler der jeweiligen Schulart in den Niederlanden gleich ist.

## Grundschule
Die niederländische Grundschule (basisschool) umfasst acht Klassen, die als groepen (Gruppen) bezeichnet werden. Groep 1 bezeichnet die Vierjährigen und groep 8 normalerweise die Zwölfjährigen. Diese groepen umfassen also sowohl den Vorschulbereich (Kindergarten) als auch die weiterführende Schule. Der Unterricht vom 4. bis zum 5. Lebensjahr (groep 1–2) kann inhaltlich mit der Kindergartenpädagogik in Deutschland verglichen werden. Allerdings ist er in der Regel verstärkt in den Grundschullehrplan integriert. Ab groep 3 (3. Schuljahr, also Sechsjährige) fangen die Kinder an, das Lesen, Schreiben und Rechnen zu erlernen. In den beiden letzten Grundschuljahren beginnt der Englischunterricht, doch beginnen stets mehr Grundschulen (2019 bereits 20 % der Grundschulen) Englischunterricht bereits ab groep 1 zu geben; weitere Fremdsprachen werden in Schulversuchen angeboten.
Im letzten Grundschuljahr legen die Schüler eine zentrale Prüfung ab, wofür es mehrere Anbieter von Tests gibt. Das Zentralinstitut für Testentwicklung (Cito genannt) ist der größte Anbieter von Ausgangstests an den Grundschulen. Bei Schulen, die sich für Cito entschieden haben, findet bei Eingang des 8. Schuljahres eine Vorab-Prüfung (entreetoets) statt, mit deren Ergebnis eine Vorbereitung auf den eigentlichen Test (eindtoets) möglich ist. Anders als in Deutschland, wo nur das Gutachten eines Grundschullehrers bei der Wahl einer weiterführenden Schule vorliegt, wird in den Niederlanden anhand des Ausgangstests und eines Gutachtens durch die Grundschule, erstellt von den Klassenlehrern der letzten Schuljahre sowie einem nichtunterrichtenden Begleiter, eine bindende Empfehlung ausgesprochen, von der nur in begründeten Ausnahmen abgewichen werden kann. Auch die Anmeldung zur weiterführenden Schule erfolgt in der Grundschule, welche die Empfehlung und Testergebnisse direkt an die weiterführende Schule durchreicht.
Der Stundenplan sieht in den ersten beiden Gruppen 22 Unterrichtsstunden pro Woche vor, in den darauffolgenden Jahren mindestens 25. Der Unterricht findet in der Regel montags, dienstags und donnerstags von 8:30 Uhr bis 15:15 Uhr (mit schulspezifischen Varianten) statt, eine Mittagspause ist darin integriert. Mittwochs und freitags ist der Unterricht kürzer. Vom Bildungsministerium ist vorgegeben, wie viel Stunden Unterricht über 8 Jahre Grundschulzeit gegeben werden sollen: 7520, wobei während den ersten vier Lehrjahre (onderbouw) ein geringeres Mindestmaß an Unterrichtsstunden vorgegeben wird, wie bei den letzten vier Lehrjahren (bovenbouw).
Manche Schulen weichen von den genannten Regeln ab, zum Beispiel die recht weit verbreiteten Waldorfschulen (vrije school) sprechen von Vorschule (kleuterschool) und Klassen (klas) statt groepen. Sowohl Englisch, Französisch als auch Deutsch wird hier schon von der 1. Klasse (entsprechend groep 3) an unterrichtet (auf spielerische Art).

## Weiterführende Schulen

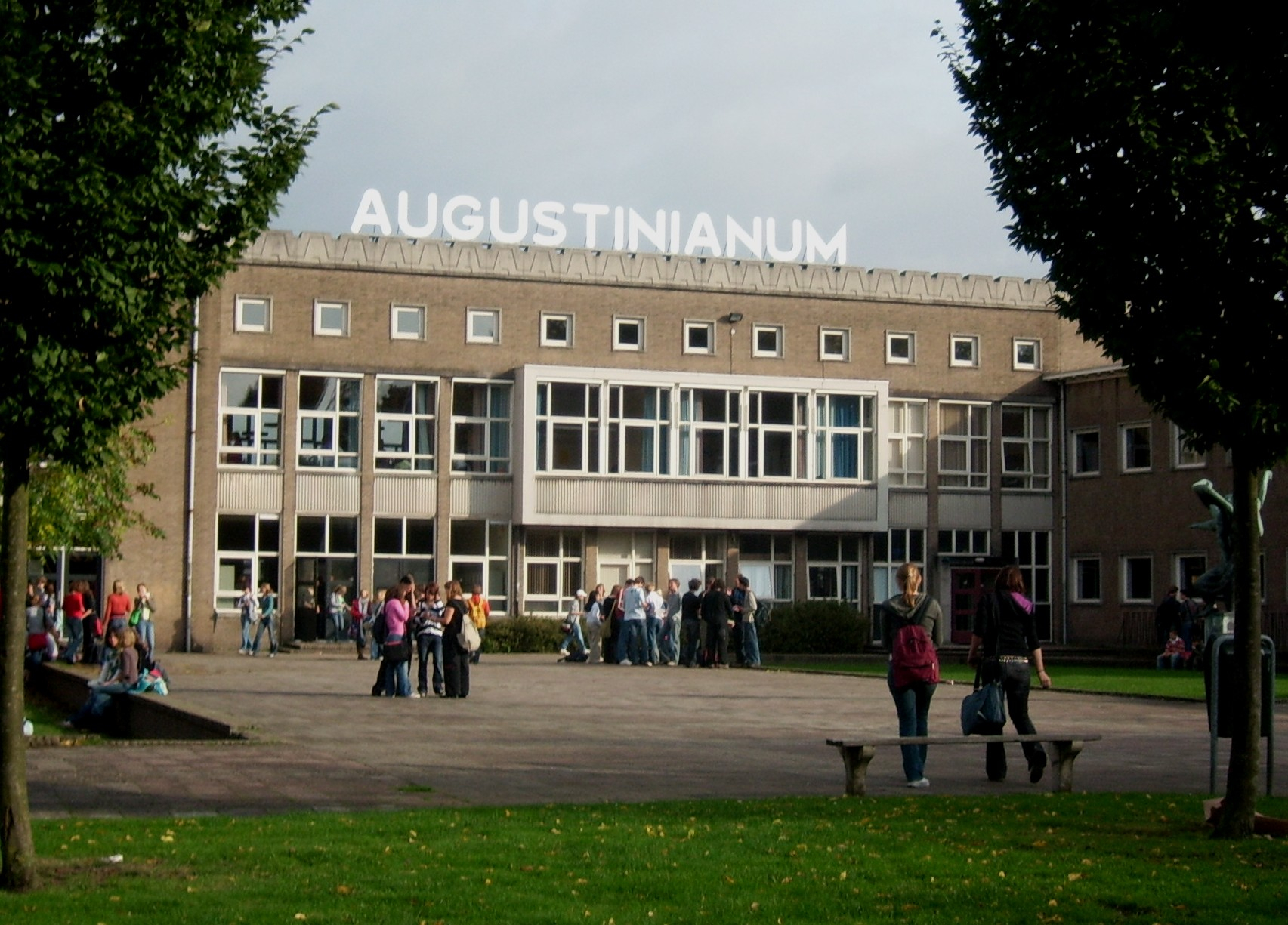
Sg. (Scholengemeenschap) Augustinianum in Eindhoven

Im Anschluss an die Grundschule folgt eine weiterführende Schule für Schüler zwischen 12 und 18 Jahren. Die Sekundarbildung kann in folgenden Einrichtungen absolviert werden:
- Einrichtungen der „vor-universitären Bildung“ (vwo)
- Einrichtungen der allgemeinen Sekundarbildung (havo) und
- Einrichtungen der berufsbildenden Sekundarerziehung (vmbo).

Das erste Jahr der Sekundarschulen aller drei Formen ist die sogenannte Übergangs- oder Brückenklasse („brugklas“). Sie dient vor allem der Orientierung des Schülers auf seine zukünftige Schullaufbahn.

### Vwo
Der „vorwissenschaftliche“ oder „vor-universitäre Bildungsgang“ (voorbereidend wetenschappelijk onderwijs, vwo) dauert sechs Jahre und hat die Vorbereitung der Schüler für die Aufnahme an eine Universität zum Ziel. Die Erteilung des vor-universitären Unterrichts findet in drei Arten von Schulen statt: dem Gymnasium, dem Atheneum oder dem Lyzeum. Der Unterschied zwischen Gymnasium und Atheneum besteht in der Sprachenfolge: im Gymnasium gehören Latein- und Griechischunterricht zu den Pflichtfächern – beim Atheneum nicht; bei einem Lyzeum handelt es sich um eine Kombination zwischen einem Gymnasium und einem Atheneum mit einem gemeinsamen Anfangsjahr.
Im vierten beziehungsweise fünften Schuljahr gliedern sich die Gymnasien und Atheneen in vier Teile, die sogenannten profielen: Cultuur en Maatschappij (Kultur und Gesellschaft), Economie en Maatschappij (Wirtschaft und Gesellschaft), Natuur en Gezondheid (Natur und Gesundheit) und Natuur en Techniek (Natur und Technik). Es gibt Fächer, welche für alle Profile verpflichtend sind, wie Niederländisch und Englisch, das profieldeel, die zum Profil gehörenden Fächer und einige Fächer, die die Schule selbst wählen kann. Cultuur en Maatschappij ist auf Fremdsprachen, Geschichte und Kunst eingerichtet; Economie en Maatschappij auf Geschichte, Ökonomie sowie auf angewandte Mathematik; Natuur en Gezondheid hat Biologie, Chemie, Mathematik und entweder Erdkunde oder Physik als Wahlfach innerhalb des Profils; Natuur en Techniek hat Mathematik, Chemie und Physik verpflichtend. So ist sowohl eine sprachliche oder geisteswissenschaftliche als auch naturwissenschaftliche Ausrichtung möglich. Jeder Ausbildungsgang endet mit einer Abschlussprüfung.
Neben bloßen Gymnasialabteilungen an vielen größeren Schulen bestehen mit wachsender Tendenz (2021) 42 „Kategorialgymnasien“. Der Name besagt, dass sie nur eine Kategorie der Schulformen aufweisen und nicht mehrere vereinen. Als Privatschulen haben anders als die meisten staatlichen Schulen die Möglichkeit, ihre Schüler nach Begabungen auszusuchen, womit sie einen elitären Anstrich haben. Viele gehen auf eine bis ins Mittelalter zurückreichende Lateinschule zurück, andere konfessionelle Gymnasien entstanden im 19. Jahrhundert. Die Nachfrage nach dieser politisch umstrittenen Schulform ist hoch, so wurden in Amsterdam in den 2000er Jahren zwei neue gegründet. Seit 2009 gibt es eine Stiftung Stichting Het Zelfstandige Gymnasium (SHZG), deren Gymnasien im Schuljahr 2020–2021 über 31.000 Schüler hatten, was gut 750 Schülern pro Schule entspricht. Schon diese im Vergleich geringe Größe macht sie zur Ausnahme.

### Havo
Der 5-jährige höhere allgemeinbildende Ausbildungsgang (hoger algemeen voortgezet onderwijs, havo) ist hauptsächlich darauf angelegt, die Schüler auf eine „höhere“ Berufsausbildung (hoger beroepsonderwijs, hbo) vorzubereiten. Tatsächlich setzen jedoch häufig Schüler, die den Havo-Abschluss erreicht haben, ihre schulische Laufbahn fort, um den Vwo-Abschluss zu erreichen. Andere besuchen eine Berufsschule (mbo), anstatt in einen „höheren“ Berufsbildungsgang einzutreten. Niederländer übersetzen die Havo ins Deutsche oft mit Realschule. Tatsächlich aber ist das Havo-Zeugnis eher mit der deutschen Fachhochschulreife zu vergleichen, denn es ermöglicht den Zugang zur 4-jährigen Ausbildung an einer Fachhochschule.
Im dritten beziehungsweise vierten Schuljahr gliedert Havo sich in die gleiche Ordnung an profielen, wie die Vwo im vierten beziehungsweise fünften Schuljahr.

### Vmbo
Vor einigen Jahren wurden die unteren Bildungsgänge zusammengefügt:
- mittlerer allgemeiner sekundärer Bildungsgang (middelbaar algemeen voortgezet onderwijs, mavo), ungefähr mit der Realschule vergleichbar
- niederer beruflicher Bildungsgang (lager beroepsonderwijs, lbo), später vorbereitender beruflicher Bildungsgang (vbo), eine Art Hauptschule
- individueller beruflicher Bildungsgang (individueel voorbereidend beroepsonderwijs, ivbo), eher eine Art Sonderschule

Der neue, vierjährige berufsvorbereitende Sekundarunterricht (voorbereidend middelbaar beroepsonderwijs, vmbo) ist aber dennoch noch unterteilt in einen theoretischen leerweg (Realschule) und einen praktischen leerweg (Hauptschule). Der Vmbo bereitet die Schüler hauptsächlich auf den späteren Besuch der Berufsschule (middelbaar beroepsonderwijs, mbo) vor. Viele Schüler mit dem Vmbo-Abschluss streben danach den Havo-Abschluss an, während andere lediglich einen berufsorientierenden Kurzbildungsgang (kmbo) durchlaufen oder eine Lehre im dualen System aufnehmen. Die Vmbo nimmt rund 60 Prozent der Kinder der Primarschule auf.

### Mbo
Die Berufsbildungsgänge (mbo; niederländisch middelbaar beroepsonderwijs) bereiten die Schüler auf mittlere Positionen in Verwaltung, Industrie und im Dienstleistungssektor vor. Sie folgen unmittelbar auf einen berufsorientierenden Bildungsgang oder auf einen allgemeinbildenden Bildungsgang. Sie dauern höchstens vier Jahre. Schüler können zwischen technischen Kursen, Kursen aus den Bereichen Dienstleistungen, Gesundheit, Hauswirtschaft, Groß- und Einzelhandel und Landwirtschaft auswählen. Die verpflichtende Arbeitserfahrung am Arbeitsplatz prägt diesen Ausbildungsgang.

### Kmbo
Berufliche Kurzausbildungsgänge (kmbo, niederländisch: Kort middelbaar beroeponderwijs) wurden 1979 infolge der damals neuen Weiterbildungsverfügung eingerichtet. Kmbo-Kurse bereiten Schüler auf die Berufstätigkeit in einfachen Tätigkeitsfeldern vor. Sie werden Jugendlichen von 16 Jahren ab angeboten. Um zugelassen zu werden, müssen die Schüler entweder ein Lbo- oder ein Mavo-Abschlusszeugnis vorlegen, oder sie müssen eine zehnjährige Vollzeitschulbildung nachweisen. Die Kurse sind Vollzeitkurse und dauern zwei bis drei Jahre. Praktische Arbeit sowohl innerhalb wie außerhalb der Schulen bilden einen wichtigen Teil dieser Ausbildungsgänge. Einige Teile der Kurse sind unmittelbar berufsbezogen, andere vermitteln allgemeinbildende Inhalte.
Neben den vollzeitschulischen Berufsbildungsgängen gibt es in den Niederlanden auch eine Lehrlingsausbildung im dualen System. An ein bis zwei Tagen der Woche erhält der Auszubildende Berufschulunterricht, an den übrigen Tagen wird er im Betrieb ausgebildet.

## Hochschulen und Universitäten
In den Niederlanden bestehen einige Traditionsuniversitäten von Weltruf, die aber ähnlich wie die deutschen in den weltweiten Hochschulrankings keine Spitzenplätze erreichen (TU Delft, Universität Amsterdam, Universität Utrecht bei QS WUR 2024 auf den Plätzen 47, 53, 107; in anderen kommen noch die Universität Wageningen, Universität Leiden und die Universität Groningen unter die ersten). Inzwischen suchen einige Hochschulen zumindest in einigen Fachbereichen den Anschluss an die internationale Elite, andere sind eher eine Massenuniversität geworden, die den Ansprüchen einer demokratischen Gesellschaft nach hoher Qualifizierung genügen wollen. Die Liste der niederländischen Nobelpreisträger zeigt viele Namen, im 21. Jahrhundert sind es bisher nur noch zwei. Mit dem Schwinden der Versäulung sind die traditionellen weltanschaulichen Unterschiede zwischen den Universitäten weniger wichtig geworden. 
Zwei Drittel der Studenten geht an die zahlreichen Hogescholen, die der deutschen Fachhochschule entsprechen. Dazu gehören auch Pädagogische Hochschulen zur Lehrerausbildung für die Primar- und Sekundarstufe I. Sie haben einen hohen Praxisanteil und führen nach vier Jahren zum Abschluss. Ein nachfolgendes Masterstudium ist möglich.
In den Niederlanden steht der problemgesteuerte Unterricht (probleemgestuurd onderwijs) im Vordergrund des Studiums: In der Regel werden die Studenten mit einem konkreten Problem konfrontiert. Das Problem gilt es schrittweise, oft in Gruppenarbeit, zu analysieren und zu lösen.
- Siehe auch: Liste der Universitäten in den Niederlanden

## Geschichte

### Schulen

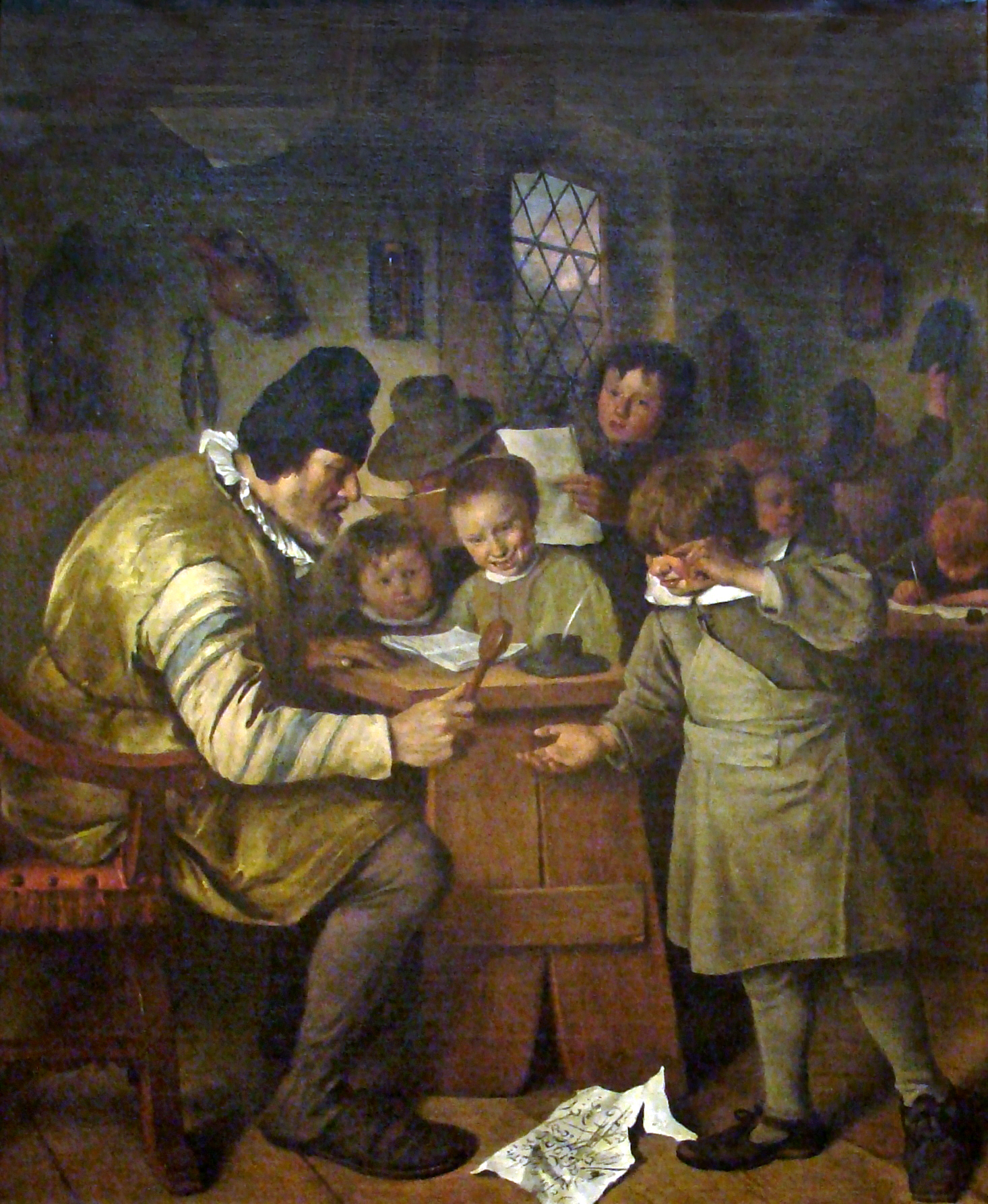
Jan Steen, Die Dorfschule (um 1665)

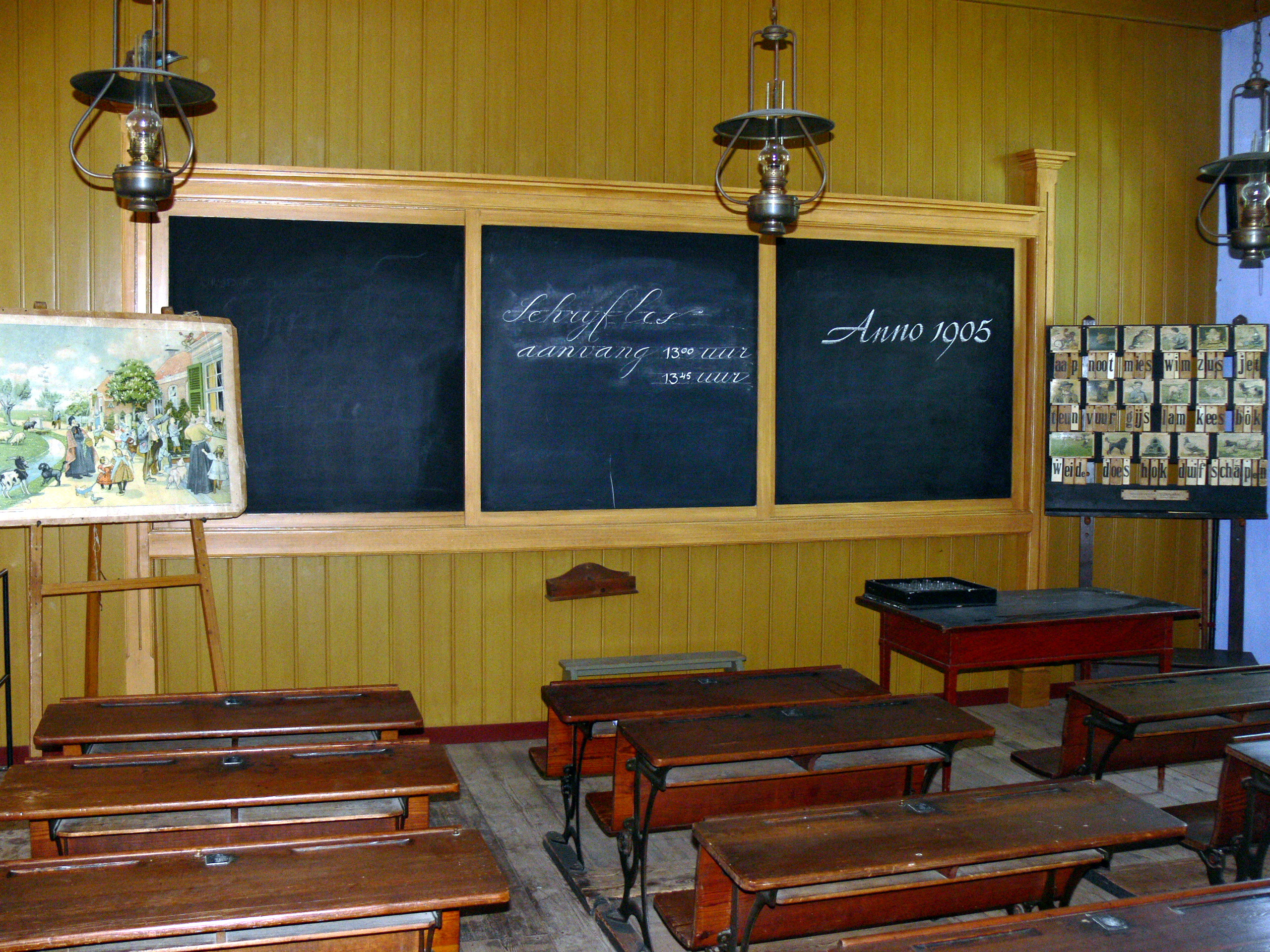
Zuiderzeemuseum: Nordholländische Stadtschule um 1905

Die ältesten Stadtschulen wurden in Dordrecht (1253) und Rotterdam (1328) gegründet, mit unsicherem Gründungsdatum kamen bald Leiden und ’s-Hertogenbosch hinzu. Eine breite Bildungsbewegung vor der Reformation waren ausgehend von Deventer und Zwolle die Brüder vom gemeinsamen Leben. Die calvinistische Reformation erhöhte rasch die Zahl derer, die lesen konnten, zusätzlich gefördert von der hohen Urbanisierung.
Das Bildungsgesetz von 1806 unter der napoleonischen Besetzung führte im Königreich Holland überall staatliche, konfessionsfreie Grundschulen und eine Schulaufsicht ein, gegen den Widerstand der Kirchen, die konfessionelle Gezindtescholen verlangten. Die höhere und berufliche Bildung blieb ungeregelt. Mit der Verfassung der Niederlande von 1848 wurden Katholiken und Juden gleichberechtigt, womit sich die Frage konfessioneller Schulen sowohl für die Katholiken als auch für die Reformierten stellte. Ein Bildungsgesetz führte 1857 ein obligatorisches Curriculum für die Sekundarstufe ein, wobei vieles wie moderne Fremdsprachen oder Sport später folgte. In der Sekundarbildung gab es seit 1863 die Hogereburgerschool (hbs, Höhere Bürgerschule) neben den Gymnasien oder Lyzeen mit klassischer Bildung zur Vorbereitung auf die Universitäten.
Samuel van Houtens Kindergesetz verbot 1874 Kinderarbeit unter 12 Jahren. Eine Ergänzung machte 1901 unter Minister Borgesius die Schulbildung für alle Kinder von 6 bis 12 Lebensjahren zur Pflicht. Der Schulstreit (schoolstrijd) zwischen den Konfessionen seit 1848 um die Finanzierung der religiösen, insbesondere katholischen Schulen führte erst 1917 zum Kompromiss, der die Versäulung ausbildete, deren Höhepunkt zwischen 1920 und 1970 lag. Es bestanden mehrere Schulsysteme nebeneinander, Konfessionsschulen mit staatlichen Zuschüssen waren üblich, der Staat hielt sich in der Aufsicht zurück. Daher rührte eine erhebliche, unübersichtliche Vielfalt.
Eines der größten Reformgesetze des niederländischen Schulsystems war die „Mammoetwet“ von 1963 von Jo Cals. Das Gesetz bildete mit den weiterführenden Schulformen ab 1968 die Grundlagen für das heutige System (lts/vbo, mavo, havo and vwo; s.u.). Zugleich wurde die Schulpflicht auf neun Jahre verlängert, 1975 auf zehn Jahre. Am 1. August 1985 ist eine weitere Reform des niederländischen Schulsystems in Kraft getreten. Seitdem sind die Vorschule (kleuterschool) und die frühere Grundschule (lagere school) in der heutigen Grundschule (basisschool) integriert. Nicht geändert hat sich die weitgehende staatliche Finanzierung von Privatschulen aufgrund der garantierten Unterrichtsfreiheit. Neben den religiösen haben sich viele gebildet, die einer besonderen pädagogischen Methode folgen: Daher gibt es seit langem mehr Daltonplan-, Waldorf-, Jenaplan- und Montessori-Schulen als in anderen Ländern. Seit etwa 1988 haben auch Muslime die Unterrichtsfreiheit beansprucht und zahlreiche muslimische Grundschulen gegründet, die inzwischen etwa 5 % aller muslimischen Schüler besuchen. Muslimische Schulen stehen in der Kritik, weil sie nach Meinung der Kritiker nicht zur Integration in die niederländische Gesellschaft beitragen.

### Hochschulen
Die Universität Leiden wurde 1575 als erste in den Niederlanden gegründet, es folgten im 17. Jahrhundert die Universitäten Groningen (1614) und Utrecht (1636), alle mit reformiertem Bekenntnis, sowie das nichtuniversitäre Athenaeum Illustre Amsterdam (1632). Letzteres sollte auf das Studium mit den relevanten Abschlüssen optimal vorbereiten und wurde erst 1877 zur Universiteit van Amsterdam, die noch bis 1961 von der Stadt getragen wurde. Von 1585 bis 1811 bestand im friesischen Franeker eine reformierte Universität, ebenso zwischen 1647 und 1811, als Ludwig Napoleon sie auflöste, in Harderwijk, wo einige berühmte Gelehrte wie Carl von Linné promovierten. 
Die erste Technische Hochschule in Folge der Industrialisierung war die heutige Technische Universität Delft (1842). 
Eine neue Gründungswelle im Zuge der Bildungsexpansion umfasste die erste nichtkonfessionelle (de facto lange Zeit zuvor streng reformierte) Freie Universität Amsterdam (1880), Rotterdam (1913), Wageningen (Agrarwissenschaft, 1918), Nijmegen (katholisch, 1923) und Tilburg (katholisch, 1927). Nach dem Zweiten Weltkrieg kamen Eindhoven (TU 1956), Twente (1961), Maastricht (1976) und die Open Universiteit Nederland in Heerlen (1985) hinzu.